# Pacte de Cuxhaven

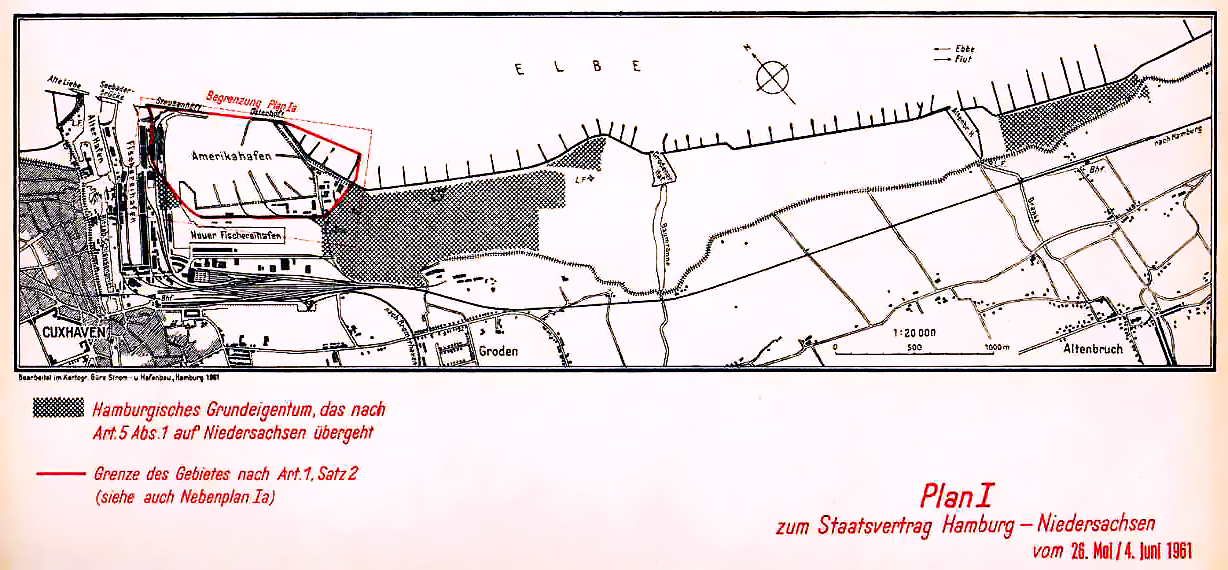
L'Amerikahafen (Port d'Amèrica),
antic exclavament hamburguès a Cuxhaven

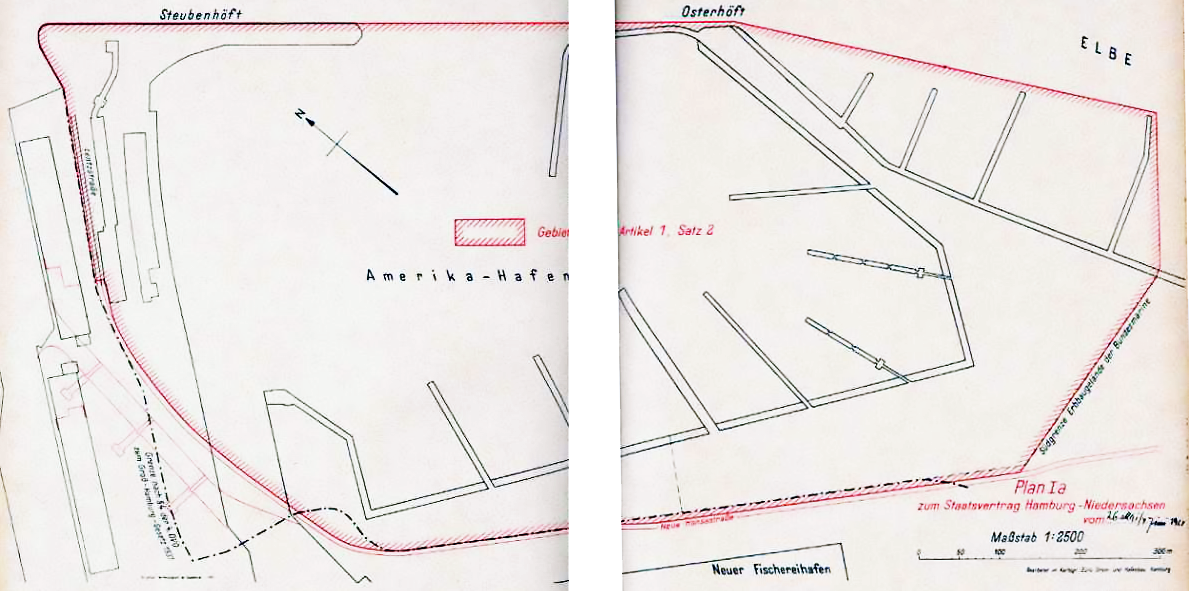
Pla detallat de l'Amerikahafen (Port d'Amèrica)

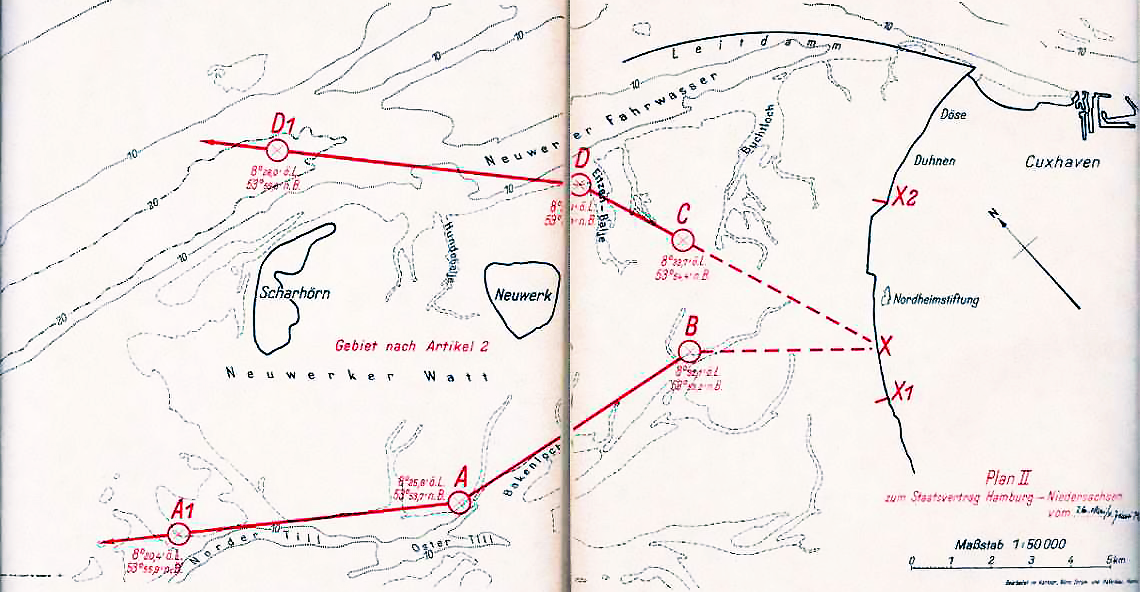
La zona de Neuwerk

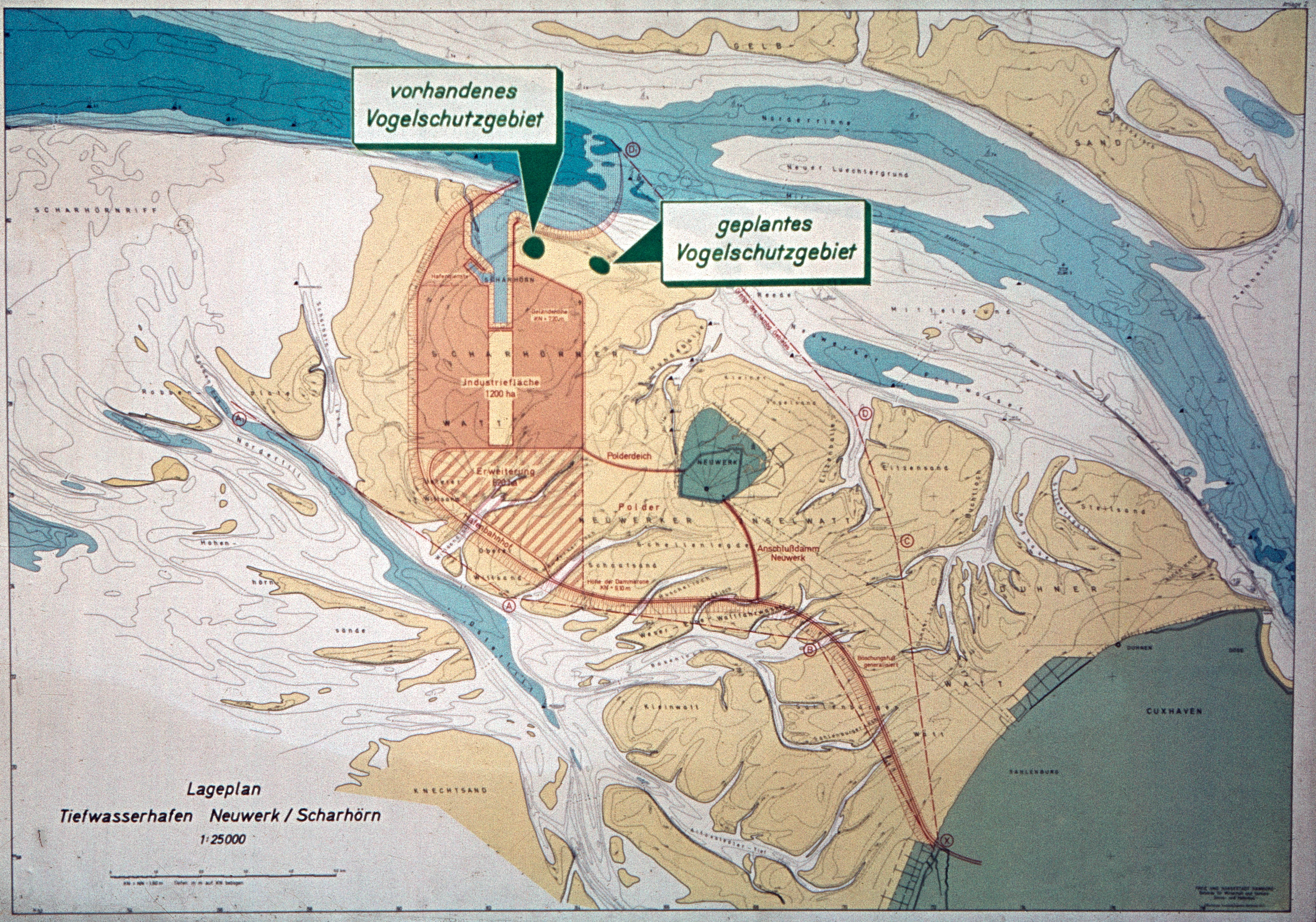
Pla de l'insula artificial i el port d'alta mar

El Pacte de Cuxhaven és un pacte d'estat signat el 1961 pels estats de Baixa Saxònia i Hamburg sobre un bescanvi de territori al Mar de Wadden. Per aquest pacte, les illes de Neuwerk i Scharhörn i els wadden (plana de marea submergida a plenamar) passarien a Hamburg des de l'1 d'octubre del 1969. En bescanvi, Hamburg va cedir el seu exclavament Amerikahafen (port d'Amèrica) dins del port de Cuxhaven a la Baixa Saxònia el 1993. Aquest acord havia de possibilitar la construcció d'un avantport d'alta mar.

## Història de l'expansió del port d'Hamburg a l'estuari de l'Elba
Des de l'alta edat mitjana, Hamburg cercava a ocupar endrets estratègics per protegir els interessos del seu port contra ports competidors i pirates, raó perquè va comprar Neuwerk (1316), Moorburg (1375) i l'amt de Ritzebüttel (1394). En aquesta zona al segle xix va desenvolupar el port de Cuxhaven. El 1937, sota el règim nazi, Hamburg va haver de cedir Neuwerk i Cuxhaven a Prússia en aplicació de la Llei de l'àrea metropolitana d'Hamburg.
Després de la segona guerra mondial, la mida de les naus comercials va començar a créixer any rere any. La Cambra de Comerç d'Hamburg temia que el seu port marítim perdés clients a altres ports europeus per la seva posició terra endins, la capacitat limitada de l'Elba i una accessibilitat fortament depenent de la marea. Des d'aleshores el govern de la ciutat estat va començar a somiar de construir a l'estuari de l'Elba un avantport d'alta mar independent de la marea amb connexió ferroviària directe, en l'època de l'eufòria del Wirtschaftswunder quan qualsevol projecte immobiliari gegantesc semblava possible. Per això va pactar per recuperar una part del territori que el 1937 havia cedit a Prússia. Certs crítics consideraven el pacte com a il·legal: argumentaven que el mar de Wadden era una via navegable federal i que hauria calgut una llei federal per canviar les seves fronteres en lloc d'un pacte entre dos estats federats.
Des del primer acord del 1961 es va començar dissenyar els plans. Excepte la creació de l'illa artificial de Nigehörn al banc de sorra de Scharhörn a mitjans dels anys 1980 la ciutat d'Hamburg va abandonar el projecte, sota la influència de protestes i en adonar-se d'el cost enorme i l'escàs suport de la indústria. Tot i això, sempre queda inscrit al Pla General d'Ordenació Urbana d'Hamburg. Poc després es va crear el parc natural Mar de Wadden hamburguès, que des del 2009 va ser declarat Patrimoni de la humanitat amb la resta del Mar de Wadden.
Des del 1993 la ciutat hanseàtica de Bremen i la Baixa Saxònia també van començar la reflexió sobre la política portuària i la necessitat de crear un port sempre accessible pels portacontenidors gegants. Van convidar la ciutat d'Hamburg a participar en aquest projecte, però aquesta va refusar. Aquest port marítim nou, el Jade-Weser-Port a la badia del Jade es va inaugurar el 2012. La ciutat d'Hamburg, unilateralment, va optar per a l'apregonament de l'Elba. Una opció costosa que topa amb molta resistència dels moviments de protecció de la natura i que tarda a realitzar-se.